# Simon Verheylesonne
Simon Verheylesonne  (Kortrijk, 1991) is een multidisciplinaire hedendaagse Belgische kunstenaar. Zijn fotografische opleiding combineert hij met beeldhouwen, schilderen, installaties en performance. Zijn fascinatie voor de natuur, het collectief geheugen en rituelen staan centraal in zijn werk. Hij "re-mythologiseert" wat verloren of vergeten is of dreigt te worden. De omkadering is een cruciaal element in zijn oeuvre. Hij woont in Machelen-aan-de Leie en heeft er zijn atelier in de vroegere werkkamer van Gerard Reve.

## Biografie
Simon Verheylesonne groeide op in Machelen-aan-de-Leie. Gerard Reve was zijn overbuur. Al van in zijn prille jeugd was Verheylesonne gefascineerd door kleuren, creaties en het omkaderen van objecten.  Zijn vader ontwierp meubelen en bracht hem technische vaardigheden bij. Via zijn diepgelovige grootmoeder groeide zijn fascinatie voor rites en rituelen.

###### Studies
Hij studeerde "Beeldende en Audiovisuele Vorming" aan het Secundair Kunstinstituut in Gent, waar hij belangstelling kreeg voor fotografie. Na zijn middelbare studie ging hij fotografie studeren aan de Stedelijke Academie voor Schone Kunsten Gent. Hij kreeg er les kreeg van Nick Hannes en Annelies De Mey. Hier ontstond zijn belangstelling voor (kunst)filosofie en kunstgeschiedenis. Naast fotograferen ging hij experimenteren met manuele creaties, zoals schilderen en het maken sculpturen in de vorm van installaties. Deze experimenten waren de aanzet van zijn onderzoek naar het "aangeboren vermogen tot creëren” dat in zijn later oeuvre aan bod komt.

###### Fotografie
Zijn overbuur Joop Schafthuizen, de vroegere partner van Gerard Reve, werd zijn mentor. Schafthuizen is zelf beeldend kunstenaar en verzamelaar van fotografie. Hij engageerde Verheylesonne om nieuwe talentrijke fotografen voor hem te ontdekken en bracht hem in contact met gespecialiseerde galerieën.
In dit kader bezocht Verheylesonne de Parijse galerie Anoa die belangstelling voor zijn eigen werk bleek te hebben. Het betrof een serie artistieke foto's van vrouwen, gefotografeerd op de rug, die voor hem het archetype van vrouwelijke schoonheid voorstelden. In deze galerie kon hij in 2015 zijn werken met succes tentoonstellen en brak zijn studies vroegtijdig af. Na een jaar stelde hij vast dat het contract met vaste prijzen dat hij had ondertekend nadelig voor hem was, daar de galerie  de verkoopprijzen van zijn werken systematisch verhoogde. Om deze reden verbrak hij het contract en ging als verkoper in de modezaak van Dries Van Noten werken, terwijl hij in zijn vrije tijd verder actief bleef als kunstenaar. Op voorstel van Joop Schafthuizen kon hij zijn atelier inrichten in de vroegere werkkamer van Gerard Reve.

###### Beeldend kunstenaar
De volgende 3 jaar ontwikkelde hij een serie met de naam "Annunciation", waaruit hij 6 triptieken en 6 afzonderlijke werken selecteerde die verwerkt werden in installaties met foto's, schilderijen en sculpturen, aangevuld met performances. De basis van de 12 werken waren met pigment bewerkte foto's van fluwelen doeken, die natuurlandschappen voorstelden, maar tegelijk ruimte lieten voor andere interpretaties.  Deze serie was de basis van wat hij zijn "fictief archief" noemde. Elk van de 12 werken werd een fictieve archeologische site waaraan hij in de loop van de volgende jaren andere werken toevoegde. Dit waren vooral collages op basis van fotofragmenten waarmee hij een eigen wereld van fauna en flora opbouwde.
In 2017 ontwierp hij de hij de cover en backside van de mixtape "Zwangerschapsverlof Vol. 3" van de Brusselse rapper Zwangere Guy. Zwangere Guy bracht hem in contact met Marc Didden, die hem uitnodigde om als één van 5 jonge Belgische kunstenaars deel te nemen aan de tentoonstelling "Hugo Claus, Con amore" in Bozar in het voorjaar 2018, een confrontatie van het werk van Claus met dat van prominente kunstenaars zoals Karel Appel, Roger Raveel, James Ensor, Michaël Borremans, Sam Dillemans en Jan Vanriet. Verheylesonne exposeerde er "Annuncation 2", een werk gemaakt in 2016.
Vanaf 2018 volgden solotentoonstellingen en groepstentoonstellingen elkaar in een regelmatig tempo op.
In een volgend project ging hij stukken van oude schilderijen, vooral landschappen, tussen twee glasplaten plaatsen, waardoor ze de vorm kregen van een microscooppreparaat met organische materiaal. Hij noemde deze serie "Fragmentations" en breidde die later uit met fragmenten van wandtapijten. Op een gelijkaardige wijze plaatste hij stukken boomschors onder glas.
In 2021 maakte hij samen met zijn vader Jean Claude Verheylesonne de installatie "Abiding Scaffold", een torenspits verpakt in een stelling, met boomschors, gips en tapijt.  In dat jaar kreeg hij een solotentoonstelling in het Museum van Deinze en de Leiestreek waarvoor hij “The Holiest Blood” maakte, een installatie waarin hij zijn eigen bloed in een soort mausoleum op kleine schaal plaatste, geïnspireerd op de relikwie van het Heilig Bloed in Brugge. Ook in Constellations" uit 2022 kwam het rituele thema naar boven met installaties in de vorm van een altaar met ronde schijven die de naar de geografie van de maan verwezen.
Chef'd'oeuvres uit 2023 was een variant op zijn thema natuur. Hij maakte sculpturen van imaginaire landschappen op ronde schijven die op een culinair gerecht leken. Hij kon die tentoonstellen in de Brusselse Bozar.

## Musea
Museum van Deinze en de Leie (Mudel) 

## Tentoonstellingen (selectie)
Solotentoonstellingen
- 2014 Gent: DOKGent: "SECONDroom"
- 2018 Brussel: La Vallée: "Reflections of Origin"
- 2019 Gent: Lightroom 35: "Cosmic Desires"
- 2021 Deinze: Museum van Deinze en de Leistreek (Mudel): "Pursuit of Godly Seed"
- 2022 Hasselt, YOC: Palimpsest 1 "Re-Mythologsiation" [15]
- 2023 Sint-Jans-Molenbeek: Galerie Kusseneers: "Cycles Unfold in Petrified Tides"

Groepstentoonstellingen
- 2014 Gent Campo Victoria
- Parijs Anoa Galerie:  "Open Scape"
- 2015 Amsterdam Galerij vijfentwintig: "Portables"
- 2018 Gaasbeek, September festival
- 2018 Brussel: BOZAR "Hugo Claus, Con amore"
- 2019 Gent: MSK "Exposure"
- 2020 Kortrijk: Galerij AVE "Echo"
- 2021 Brugge ‘Inspired by Triënnale’ - Sint-Jacobskerk:  "Abiding Scaffold"
- 2021 Brugge: Black Swan Gallery "Savoir retenir et fixer ce qui est sublime"
- 2023: Brussel  Bozar: Chef d'oeuvre
- 2023 Zwevegem: Sint-Denijs-City, kunst langs trage wegen[16]
- 2024 Sint-Jans-Molenbeek Galerie Kusseneers "Eloquent Artists"
- 2024 Genk: Uitstalling Kube "Home Before Dark | Gideon invites"